# Klaus Kröll
Klaus Kröll (Öblarn, 24 aprile 1980) è un ex sciatore alpino austriaco, vincitore della Coppa del Mondo di discesa libera nel 2012.

## Biografia

### Stagioni 1996-2005
Specialista delle prove veloci attivo in gare FIS dal dicembre del 1995, Kröll in Coppa Europa ha esordito il 12 gennaio 1998 ad Altenmarkt-Zauchensee in discesa libera, senza completare la gara, e ha ottenuto il primo podio il 21 gennaio 1999 a Falcade, piazzandosi 2º nella medesima specialità. È diventato campione del mondo juniores in discesa libera nella rassegna iridata giovanile di Pra Loup, il 10 marzo 1999.
In Coppa del Mondo ha esordito l'8 gennaio 2000, nella discesa libera di Chamonix che ha chiuso al 30º posto; ai successivi Mondiali juniores del Québec ha vinto la medaglia d'oro nel supergigante e quella d'argento nella discesa libera. Il 18 gennaio 2001 ad Altenmarkt-Zauchensee ha vinto la sua prima gara di Coppa Europa, una discesa libera, mentre in Coppa del Mondo ha conquistato il primo podio il 14 dicembre 2002, giungendo 2º nella discesa libera di Val-d'Isère.

### Stagioni 2006-2011
Ha preso parte alla prova di discesa libera dei XX Giochi olimpici invernali di Torino 2006, suo esordio olimpico, classificandosi 22º. Il 23 gennaio 2009 ha ottenuto il primo successo in Coppa del Mondo vincendo il supergigante sulla Streifalm di Kitzbühel; il 7 marzo successivo ha vinto la sua prima discesa libera, sulle nevi di Lillehammer Kvitfjell. Ai Mondiali di Val-d'Isère 2009, suo esordio iridato, Kröll si è piazzato 9º nella discesa libera e 10° nel supergigante; a fine stagione in Coppa del Mondo è risultato 2º nella classifica di discesa libera, battuto dal connazionale Michael Walchhofer di 46 punti.
Ha preso parte alla discesa libera dei XXI Giochi olimpici invernali di Vancouver 2010, piazzandosi 9º; l'anno dopo, dopo aver vinto l'impegnativa discesa libera della Lauberhorn a Wengen il 15 gennaio, nella medesima specialità ai Mondiali di Garmisch-Partenkirchen è stato 11º.

### Stagioni 2012-2017
Nella stagione 2011-2012 si è aggiudicato la Coppa del Mondo di discesa libera con 605 punti all'attivo, precedendo di 5 lunghezze lo svizzero Beat Feuz; in quella stagione ha colto la sua ultima vittoria in carriera, a Lillehammer Kvitfjell il 3 marzo. 4º nella discesa libera iridata di Schladming 2013, sua ultima presenza iridata, a fine stagione in Coppa del Mondo è risultato nuovamente 2º nella classifica di discesa libera, battuto dal norvegese Aksel Lund Svindal di 58 punti. Ai XXII Giochi olimpici invernali di Soči 2014, suo congedo olimpico, sempre nella discesa libera si è classificato al 22º posto.
Il 16 gennaio 2016 nella discesa libera di Wengen è salito per l'ultima volta sul podio in Coppa del Mondo (3º). Si è ritirato al termine della stagione 2016-2017; la sua ultima gara in carriera è stata la discesa libera di Coppa del Mondo disputata a Lillehammer Kvitfjell il 25 febbraio, chiusa da Kröll al 35º posto.

## Palmarès

### Mondiali juniores
- 3 medaglie:
  - 2 ori (discesa libera a Pra Loup 1999; supergigante a Québec 2000)
  - 1 argento (discesa libera a Québec 2000)

### Coppa del Mondo
- Miglior piazzamento in classifica generale: 7º nel 2012
- Vincitore della Coppa del Mondo di discesa libera nel 2012
- 24 podi (21 in discesa libera, 3 in supergigante):
  - 6 vittorie (4 in discesa libera, 2 in supergigante)
  - 7 secondi posti (6 in discesa libera, 1 in supergigante)
  - 11 terzi posti (in discesa libera)

#### Coppa del Mondo - vittorie
| Data            | Località              | Paese    | Specialità |
| --------------- | --------------------- | -------- | ---------- |
| 23 gennaio 2009 | Kitzbühel             | Austria  | SG         |
| 7 marzo 2009    | Lillehammer Kvitfjell | Norvegia | DH         |
| 15 gennaio 2011 | Wengen                | Svizzera | DH         |
| 3 febbraio 2012 | Chamonix              | Francia  | DH         |
| 2 marzo 2012    | Lillehammer Kvitfjell | Norvegia | SG         |
| 3 marzo 2012    | Lillehammer Kvitfjell | Norvegia | DH         |

Legenda:

DH = discesa libera

SG = supergigante

### Coppa Europa
- Miglior piazzamento in classifica generale: 10º nel 2001
- 6 podi:
  - 2 vittorie
  - 2 secondi posti
  - 2 terzi posti

#### Coppa Europa - vittorie
| Data            | Località              | Paese   | Specialità |
| --------------- | --------------------- | ------- | ---------- |
| 18 gennaio 2001 | Altenmarkt-Zauchensee | Austria | DH         |
| 7 marzo 2001    | Sestriere             | Italia  | DH         |

Legenda:

DH = discesa libera

### Campionati austriaci
- 9 medaglie[1]:

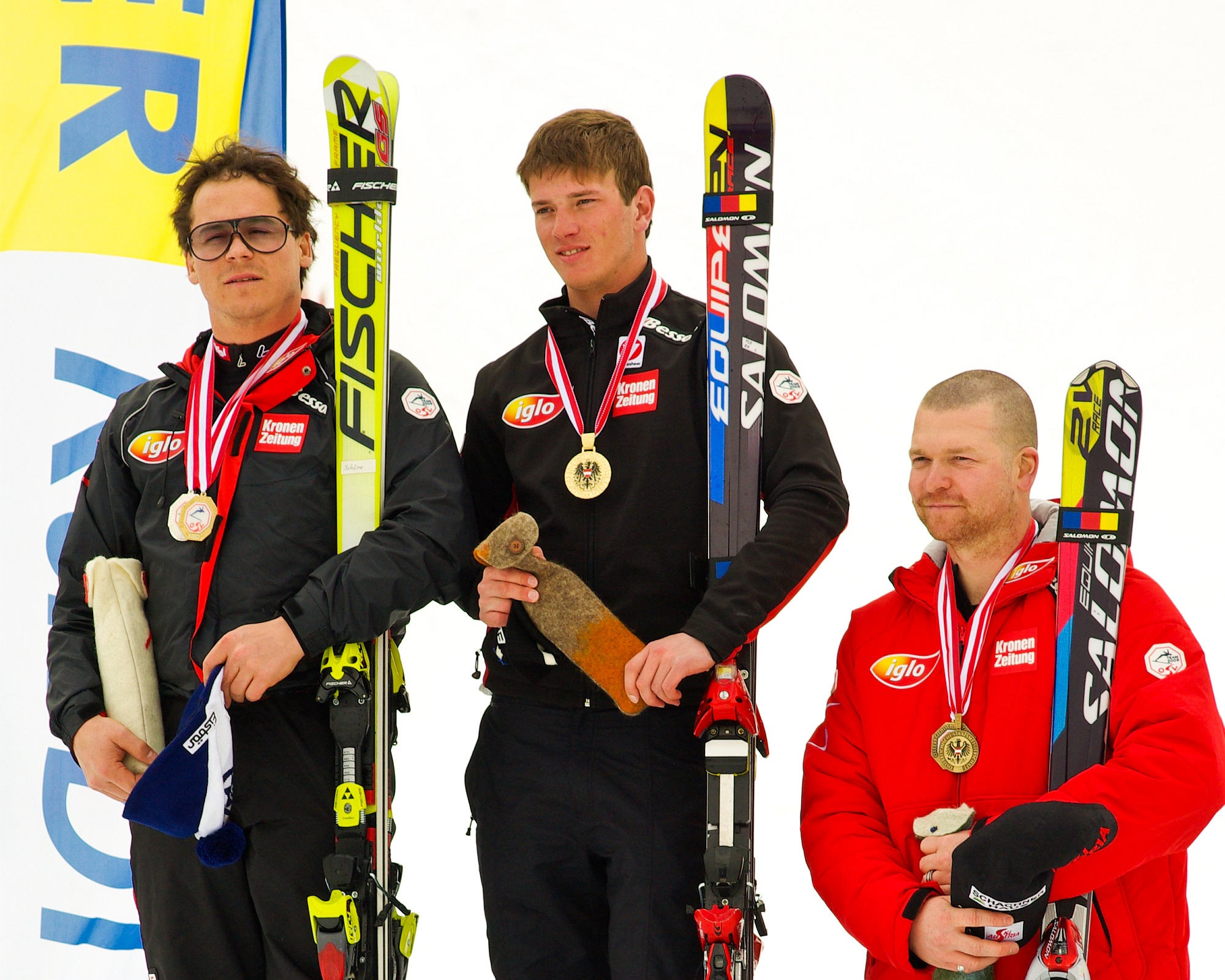
Il podio del supergigante ai Campionati austriaci 2008, con Klaus Kröll (bronzo, a destra) accanto a Florian Scheiber (oro, al centro) e Rainer Schönfelder (oro ex aequo, a sinistra)

  - 2 ori (discesa libera nel 2008; supergigante nel 2010)
  - 5 argenti (combinata nel 1999; supergigante nel 2005; supergigante nel 2009; discesa libera nel 2011; discesa libera nel 2012)
  - 2 bronzi (discesa libera nel 2002; supergigante nel 2008)

### Campionati austriaci juniores
- 4 medaglie[1]:
  - 2 ori (discesa libera nel 1999; discesa libera nel 2000)
  - 1 argento (discesa libera nel 1997)
  - 1 bronzo (discesa libera nel 1996)